# سید عبدالمجید
سید عبدالمجید، همچنین با نام کاپیتان میاه یک سیاستمدار، وکیل و کارآفرین بنگالی بود. وی به دلیل پیشگام بودن در توسعه صنعت کشاورزی و چای در راج بریتانیا و همچنین کمک‌هایش به آموزش‌های هم سکولار و هم اسلامی در منطقه سیلهت مشهور است.

## اوایل زندگی
عبدالمجید در سال ۱۸۷۲ در خانواده ای سادات از مسلمانان بنگالی در قاضی الیاس سیلهت متولد شد. پدر وی سید عبدالجلیل بود. پدربزرگش، سید محب الله سیلیتی بود مادر او، حسب النسا، نوه مولوی سید قدرت الله منصف بود. این باعث شد که عبدالمجید در یک خانواده سنتی اسلامی پرورش یابد و تا یک مولوی شود. وی به زبان‌های بنگالی (از جمله سیلتی)، انگلیسی و اردو مسلط بود.